# Mohamed Rashid
Mohamed Rashid Mohamed Ali Surour Al Naqbi (28 settembre 1978) è un ex calciatore emiratino, di ruolo attaccante.

## Caratteristiche tecniche
Giocava come punta centrale.

## Carriera

### Nazionale
Ha debuttato in Nazionale il 16 dicembre 2002, nell'amichevole Emirati Arabi Uniti-Egitto (1-2). Ha messo a segno la sua prima rete con la maglia della Nazionale il 26 gennaio 2003, nell'amichevole Emirati Arabi Uniti-Norvegia (1-1), siglando la rete del momentaneo 1-0 al minuto 63. Ha partecipato, con la Nazionale, alla Coppa d'Asia 2004. Ha collezionato in totale, con la maglia della Nazionale, 28 presenze e 9 reti.

## Palmarès

### Club

#### Competizioni nazionali
- Campionato emiratino di calcio: 1

Al Ahli Dubai: 2008-2009
- Coppa degli Emirati Arabi Uniti: 1

Al Ahli Dubai: 2007-2008